# Skok (film 1967)
Skok – polski film obyczajowo-sensacyjny z 1967 roku.

## Główne role
- Daniel Olbrychski - Franek
- Marian Opania - Paweł
- Małgorzata Braunek - Teresa
- Andrzej Gazdeczka - Filip
- Witold Dederko - Zientara, pracownik PGR-u
- Tadeusz Gwiazdowski - ojciec Teresy
- Henryk Hunko - magazynier Kulik